# Croissance équilibrée
Une croissance équilibrée est une croissance économique dont tous les éléments progressent de concert, c’est-à-dire où il n’y a pas de tensions inflationnistes. Cette croissance est une croissance qui assure la stabilité des prix ainsi que l’égalité entre taux de chômage et taux de chômage structurel.

## Concept
La croissance équilibrée fait l'objet de recherches dès les années 1930. L'économiste Roy Forbes Harrod crée un modèle de croissance, qu'il reformule en 1948, qui établit qu'une croissance équilibrée assure l'égalité entre épargne et investissement tout en garantissant le plein-emploi. Pessimiste sur la possibilité d'une telle croissance, Harrod considère qu'aucune force interne ne ramène l'économie vers un rythme de croissance équilibré.
Le concept est repris par Evsey Domar. Il développe en 1946 un modèle ressemblant à celui d'Harrod. Il considère que l'investissement est biface : d'un côté, il dope la demande et enclenche le multiplicateur keynésien, et, de l'autre, il induit un accroissement de l'offre en augmentant le stock de capital dans l'économie. La croissance équilibrée serait donc celle qui assure la comptabilité entre l'accroissement de la demande et celle de l'offre.
Le modèle de Solow montre que la croissance est équilibrée lorsque le taux de croissance de la production et le taux de croissance du capital sont identiques.
Les recherches sur la croissance équilibrée prennent de l'importance durant les Trente Glorieuses car les modèles de croissance déséquilibrée prônés par certains keynésiens sont remis en question par le contexte de plein emploi et de croissance soutenue. La théorie économique standard considère que la tendance d'une économie, c'est-à-dire sa croissance sur le long terme, reflète la croissance équilibrée.
La croissance équilibrée apparaît comme un objectif prioritaire des politiques publiques.

## Débats et critiques

### Une croissance sur le fil du rasoir
Les premiers keynésiens font état d'une croissance fondamentalement déséquilibrée. Le modèle de Harrod soutient que le taux de croissance est sur le fil du rasoir. Les entrepreneurs peuvent réaliser des prévisions qui se trouvent fausses ; s'ils sous-estiment le niveau de demande effective résultant de leurs investissements, le taux de croissance sera supérieur au taux prévu.  

### Une croissance qui ne garantit pas le plein emploi
Certains keynésiens font remarquer qu'une croissance équilibrée n'entraîne pas forcément le plein emploi. 